# فرهاد حسن زادة
فرهاد حسن زادة (بالفارسية: فرهاد حسن‌زاده) مواليد 9 أبريل 1962 في عبادان، محافظة خوزستان، إيران، هو كاتب وكاتب للأطفال وشاعر إيراني.

## وصلات خارجية
- Farhad Hasanzadeh Centre